# Adattamenti cinematografici e televisivi dei romanzi di Alexandre Dumas
Questo è l'elenco degli adattamenti cinematografici, film televisivi ed episodi di serie televisive tratti dai romanzi e racconti di Alexandre Dumas.

## Elenco
| Anno | Film                                                                       | Opera da cui è tratto                          | Note           |
| ---- | -------------------------------------------------------------------------- | ---------------------------------------------- | -------------- |
| 1898 | The Corsican Brothers                                                      | Dal romanzo I fratelli corsi                   | Cortometraggio |
| 1898 | Fencing Contest from 'The Three Musketeers                                 | Dal romanzo I tre moschettieri                 | Cortometraggio |
| 1902 | The Corsican Brothers                                                      | Dal romanzo I fratelli corsi                   | Cortometraggio |
| 1908 | Il conte di Montecristo                                                    | Dal romanzo Il conte di Montecristo            | Cortometraggio |
| 1908 | The Count of Monte Cristo                                                  | Dal romanzo Il conte di Montecristo            | Cortometraggio |
| 1908 | The Corsican Brothers                                                      | Dal romanzo I fratelli corsi                   | Cortometraggio |
| 1909 | I tre moschettieri                                                         | Dal romanzo I tre moschettieri                 |                |
| 1909 | La maschera di ferro                                                       | Dal romanzo Il visconte di Bragelonne          | Cortometraggio |
| 1909 | La tour de Nesle                                                           | Dall'opera teatrale La torre di Nesle          | Cortometraggio |
| 1909 | Sappho                                                                     | sconosciuto                                    | Cortometraggio |
| 1910 | Count of Monte Cristo                                                      | Dal romanzo Il conte di Montecristo            | Cortometraggio |
| 1911 | Monte Cristo                                                               | Dal romanzo Il conte di Montecristo            | Cortometraggio |
| 1911 | The Three Musketeers: Part 1                                               | Dal romanzo I tre moschettieri                 | Cortometraggio |
| 1911 | The Three Musketeers: Part 2                                               | Dal romanzo I tre moschettieri                 | Cortometraggio |
| 1912 | L'affaire du collier de la reine                                           | Dal romanzo La collana della regina            | Cortometraggio |
| 1912 | The Corsican Brothers                                                      | Dal romanzo I fratelli corsi                   | Cortometraggio |
| 1912 | Monte Cristo                                                               | Dal romanzo Il conte di Montecristo            | Cortometraggio |
| 1912 | Les trois mousquetaires                                                    | Dal romanzo I tre moschettieri                 |                |
| 1913 | Il moschettiere                                                            | Dal romanzo I tre moschettieri                 | Cortometraggio |
| 1913 | The Count of Monte Cristo                                                  | Dal romanzo Il conte di Montecristo            |                |
| 1913 | La dame de Monsoreau                                                       | Dal romanzo La dama di Monsoreau               |                |
| 1913 | La dame de Monsoreau                                                       | Dal romanzo La dama di Monsoreau               |                |
| 1914 | The Three Musketeers                                                       | Dal romanzo I tre moschettieri                 |                |
| 1914 | Le chevalier de Maison-Rouge                                               | Dal romanzo Il cavaliere di Maison-Rouge       |                |
| 1914 | La reine Margot                                                            | Dal romanzo La regina Margot                   |                |
| 1915 | The Corsican Brothers                                                      | Dal romanzo I fratelli corsi                   | Cortometraggio |
| 1915 | Paolina                                                                    | Dal romanzo Pauline                            |                |
| 1916 | The Three Musketeers                                                       | Dal romanzo I tre moschettieri                 |                |
| 1916 | Where Is My Father?                                                        | Dal romanzo Black, the Story of a Dog          |                |
| 1916 | Kean (Genio e sregolatezza)                                                | Dall'opera teatrale Kean                       |                |
| 1916 | The King's Daughter                                                        | Dal romanzo Une Fille de Regent                |                |
| 1917 | Les Frères corses                                                          | Dal romanzo I fratelli corsi                   |                |
| 1917 | A Modern Monte Cristo                                                      | Dal romanzo Il conte di Montecristo            |                |
| 1917 | I Mohicani di Parigi                                                       | Dal romanzo Les Mohicans de Paris              |                |
| 1917 | Madame Du Barry                                                            | Dal romanzo Madame Du Barry                    |                |
| 1918 | Le comte de Monte Cristo - Épisode 1: Edmond Dantès                        | Dal romanzo Il conte di Montecristo            | Cortometraggio |
| 1918 | Le comte de Monte Cristo - Épisode 2: Le prisonnier du Château d'If        | Dal romanzo Il conte di Montecristo            | Cortometraggio |
| 1918 | Le comte de Monte Cristo - Épisode 3: L'abbé Faria                         | Dal romanzo Il conte di Montecristo            | Cortometraggio |
| 1918 | Le comte de Monte Cristo - Épisode 4: Le trésor du comte de Monte Cristo   | Dal romanzo Il conte di Montecristo            | Cortometraggio |
| 1918 | Le comte de Monte Cristo - Épisode 5: L'auberge du pont du Gard            | Dal romanzo Il conte di Montecristo            | Cortometraggio |
| 1918 | Le comte de Monte Cristo - Épisode 6: Les trois vengeances                 | Dal romanzo Il conte di Montecristo            | Cortometraggio |
| 1918 | Le comte de Monte Cristo - Épisode 7: Le philanthrope                      | Dal romanzo Il conte di Montecristo            | Cortometraggio |
| 1918 | Le comte de Monte Cristo - Épisode 8: Les grottes de Monte Cristo          | Dal romanzo Il conte di Montecristo            | Cortometraggio |
| 1918 | Le comte de Monte Cristo - Épisode 9: La conquête de Paris                 | Dal romanzo Il conte di Montecristo            | Cortometraggio |
| 1918 | Le comte de Monte Cristo - Épisode 10: Haydée                              | Dal romanzo Il conte di Montecristo            | Cortometraggio |
| 1918 | Le comte de Monte Cristo - Épisode 11: La revanche d'Haydée                | Dal romanzo Il conte di Montecristo            | Cortometraggio |
| 1918 | Le comte de Monte Cristo - Épisode 12: Le crédit illimité                  | Dal romanzo Il conte di Montecristo            | Cortometraggio |
| 1918 | Le comte de Monte Cristo - Épisode 13: Les derniers exploits de Caderousse | Dal romanzo Il conte di Montecristo            | Cortometraggio |
| 1918 | Le comte de Monte Cristo - Épisode 14: Châtiments                          | Dal romanzo Il conte di Montecristo            | Cortometraggio |
| 1918 | Le comte de Monte Cristo - Épisode 15: Le triomphe de Dantès               | Dal romanzo Il conte di Montecristo            | Cortometraggio |
| 1918 | Le tre moschettiere                                                        | Dal romanzo I tre moschettieri                 |                |
| 1920 | The Corsican Brothers                                                      | Dal romanzo I fratelli corsi                   |                |
| 1920 | Hermann                                                                    | Dal romanzo Il conte Hermann                   |                |
| 1920 | Das Fest der schwarzen Tulpe                                               | Dal romanzo Il tulipano nero                   |                |
| 1921 | De zwarte tulp                                                             | Dal romanzo Il tulipano nero                   |                |
| 1921 | The Three Musketeers                                                       | Dal romanzo I tre moschettieri                 |                |
| 1921 | Sappho                                                                     | sconosciuto                                    |                |
| 1921 | Les trois mousquetaires                                                    | Dal romanzo I tre moschettieri                 | Cortometraggio |
| 1921 | Die Totenhand                                                              | Dal romanzo Il conte di Montecristo            |                |
| 1921 | Kean                                                                       | Dall'opera teatrale Kean                       |                |
| 1922 | A Stage Romance                                                            | Dall'opera teatrale Kean                       |                |
| 1922 | Die Tochter des Brigadiers                                                 | Dall'opera teatrale Mademoiselle de Belle-Isle |                |
| 1922 | The Three Must-Get-Theres                                                  | Dal romanzo I tre moschettieri                 |                |
| 1922 | Monte Cristo                                                               | Dal romanzo Il conte di Montecristo            |                |
| 1922 | Vingt ans après                                                            | Dal romanzo Vent'anni dopo                     |                |
| 1923 | Der Mann mit der eisernen Maske                                            | Dal romanzo Il visconte di Bragelonne          |                |
| 1923 | La dame de Monsoreau                                                       | Dal romanzo La dama di Monsoreau               |                |
| 1924 | Kean                                                                       | Dall'opera teatrale Kean                       |                |